# تجمع بدو وادي مدوة (الوضيع)

تعديل مصدري - تعديل

تجمع بدو وادي مدوه هو "تجمع بدوي" في عزلة  الوضيع بمديرية الوضيع التابعة لمحافظة أبين، بلغ تعداد سكانها 30 نسمة حسب تعداد اليمن لعام 2004.